# UEFA Euro 2012 (відеогра)
UEFA Euro 2012 — офіційна відеогра турніру УЄФА Євро 2012. На відміну від попередніх ігор Євро, це платне доповнення для FIFA 12, яке потрібно завантажити. Доповнення вийшло 24 квітня 2012 для платформ PlayStation 3, Xbox 360 і PC за ціною £15.99 ($25.43), 1800 Microsoft Points або 2500 FIFA points.

## Особливості гри
- Режим Expedition. Тут можна набрати власний склад і виставити його в іграх проти європейських збірних, розробивши унікальну стратегію;
- Режим Daily Challenge: гравцям потрібно виконувати різні завдання, в доповненні стане доступним 8 червня, лише після початку Євро-2012. Також безпосередньо перед стартом турніру в грі буде оновлений склад команд, які в ньому беруть участь.
- Додано 10 нових трофеїв;
- У грі присутні 53 національні європейські команди;
- Всі 8 стадіонів чемпіонату включені до гри. [2][3]
- До складу збірної України не увійшов жодний реальний футболіст, натомість збірна спів-господар чемпіонату складається з таких персонажів як Платко, Шинкарский, Гудзик, Сергій , Тарас, Кошара. [4]

## Збірні

### 16 Фіналістів
| - Англія - Данія - Греція - Ірландія - Іспанія - Італія - Нідерланди - Німеччина | - Польща (спів-господар) - Португалія - Росія - Україна (спів-господар) - Франція - Хорватія - Чехія - Швеція |

### Решта національних збірних УЄФА
| - Австрія - Азербайджан - Албанія - Андорра - Бельгія - Білорусь - Болгарія - Боснія і Герцеговина - Вірменія - Естонія - Грузія - Ізраїль - Ісландія - Казахстан - Кіпр - Латвія - Литва - Ліхтенштейн - Люксембург | - Мальта - Молдова - Норвегія - Північна Ірландія - Північна Македонія - Румунія - Сан-Марино - Сербія - Словаччина - Словенія - Туреччина - Угорщина - Уельс - Фарерські острови - Фінляндія - Чорногорія - Швейцарія - Шотландія |